# Calling America
«Calling America» es una canción del grupo británico Electric Light Orchestra, publicada en el álbum de estudio Balance of Power (1986). La canción, compuesta por Jeff Lynne, fue también publicada como el primer sencillo del álbum en enero de 1986.
El sencillo, publicado en formato 7" y 12", alcanzó el puesto 28 en la lista británica UK Singles Chart y el 18 en la lista estadounidense Billboard Hot 100, convirtiéndose en el último sencillo exitoso del grupo en los Estados Unidos. El sencillo fue acompañado de un videoclip filmado en París, con escenas en las que el grupo toca frente al Centre Georges Pompidou. 

## Lista de canciones
Todas las canciones escritas y compuestas por Jeff Lynne. 
| 7"  |                    |          |  |
| N.º | Título             | Duración |  |
| 1.  | «Calling America»  | 3:28     |  |
| 2.  | «Caught in a Trap» | 3:43     |  |

| 12" (Estados Unidos) |                    |          |  |
| N.º                  | Título             | Duración |  |
| 1.                   | «Calling America»  | 3:28     |  |
| 2.                   | «Caught in a Trap» | 3:43     |  |
| 3.                   | «Endless Lies»     | 2:54     |  |

| 12" (Reino Unido) |                       |          |  |
| N.º               | Título                | Duración |  |
| 1.                | «Calling America»     | 3:28     |  |
| 2.                | «Caught in a Trap»    | 3:43     |  |
| 3.                | «Destination Unknown» | 4:10     |  |

## Posición en listas
| País           | Lista                                      | Posición |
| Alemania       | Media Control Charts                       | 31       |
| Australia      | Australian Kent Music Report Singles Chart | 47       |
| Austria        | Ö3 Austria Top 40                          | 22       |
| Estados Unidos | Billboard Hot 100                          | 18       |
| Estados Unidos | Mainstream Rock Tracks                     | 22       |
| Estados Unidos | Billboard Adult Contemporary               | 20       |
| Estados Unidos | Cash Box Top 100 Singles                   | 26       |
| Francia        | SNEP Singles Chart                         | 10       |
| Irlanda        | Irish Singles Chart                        | 16       |
| Polonia        | Polish Singles Chart                       | 2        |
| Reino Unido    | UK Singles Chart                           | 28       |